# Château-Renault
Château-Renault es una población y comuna francesa, situada en la región de  Centro, departamento de Indre y Loira, en el distrito de Tours. Es el chef-lieu y mayor población del cantón de Château-Renault.

## Demografía
| 4267 | 5160 | 6043 | 6121 | 5787 | 5538 |
| Para los censos de 1962 a 1999 la población legal corresponde a la población sin duplicidades (Fuente: INSEE [Consultar]) |      |      |      |      |      |